# 刘让 (临邑侯)
刘让（？—26年），中国新朝末年东汉初期政治人物。临邑侯，汉景帝七代孫。父真定共王劉普、兄真定王劉楊、从兄劉細。劉让是汉光武帝劉秀皇后郭聖通的舅舅，光武帝的将軍耿純是他的本家外甥。

## 生平
更始元年（23年）十二月，河北王郎自稱天子，刘让跟随劉楊歸附王郎。劉秀派驍騎将軍劉植說服劉楊，劉楊、刘让兄弟投降劉秀。劉秀後來娶他们的外甥女郭聖通。刘秀称帝后，劉楊制造谶文说：“赤九之后，瘿杨为主。”
建武二年（26年）春，光武帝派遣前将軍耿純持符節，密令他逮捕刘杨。刘让、从兄劉細擁軍一万余人，耿純沉着应对。劉楊带属官到传舍和耿純会面，耿純请劉楊把刘让、劉細都招进屋里。劉楊兄弟进入后，耿純关上了传舍的大門，把劉楊、刘让兄弟全部诛杀，真定平定。